# Мисије Луна (Месец)
Луна (Луна што на руском значи Месец) су серије летелица слане на Месец од стране Совјетског Савеза седамдесетих година двадесетог века (1959-1976). Луна представља први корак у истраживању Месеца. У западњачкој култури мисије су познате и под називом Луник (Lunik или Lunnik). 15 мисија било је успешно а углавном су подразумевали спуштање на Месечево тло, проучавање истог, проучавање температуре и радијације, па и доношење примерака Месечевог тла на Земљу. Сматра се да је на Луна мисије потрошено 4,5 милијарди америчких долара.

## Успеси
- Луна 1 летелица није успела у својој мисији да се спусти на Месец и завршила у орбити око Сунца.
- Луна 2 летелица се спустила на Месечеву површину 1959. године и тиме постала прва летелица која се спустила на Земљин једини природни сателит. Није имала сопствени погон а слетела је близу мора ведрине. Значајна је по откривању соларног ветра.
- Луна 3 је орбитирала око Месеца и послала на Земљу прве фотографије његове тамне стране која се са Земље не види јер је Месечев период револуције и ротације изједначен.
- Луна 9 била је прва летелица која се успешно спустила на Месец у фебруару 1966. године. Снимила је 5 панорама Месеца у црно белој боји што су биле прве детаљне фотографије тла неког другог небеског тела.
- Луна 10 била је први вештачки сателит Месеца
- Луна 17 и Луна 21 су прве летелице које су на Месец послале лунарно возило (Луноход 1 и 2)
- Луна 16 Луна 20 и Луна 24 су прве летелице које су имале могућност да на Земљу врате примерке Месечевог тла. Укупно је сакупљено 0.3 килограма прашине са Месеца.
- Луна 15 спуштала се када су чланови Аполо 11 мисије, Нил Армстронг Баз Олдрин и Мајкл Колинс, боравили на Месецу. Луна 15 неуспешно се спустила на своје одредиште свега пар сати пре полетања Аполоа 11 са Месеца.